# Alexandre Moukanine
Alexandre Viatcheslavovitch Moukanine (tadjik : Александр Вячеславович Муканин), né le 24 août 1978 en RSS du Tadjikistan, aujourd'hui Tadjikistan, est un joueur de football international tadjik qui évoluait au poste de gardien de but.

## Biographie

### Carrière en club
Alexandre Moukanine évolue au Tadjikistan, en première division, et en Russie, en troisième division.

### Carrière en sélection
Alexandre Moukanine reçoit neuf sélections en équipe du Tadjikistan entre 2000 et 2007.
Il participe avec le Tadjikistan à l'AFC Challenge Cup en 2006. Le Tadjikistan remporte cette compétition en battant le Sri Lanka en finale.
Il participe également avec le Tadjikistan aux éliminatoires du mondial 2002 et aux éliminatoires du mondial 2010.

## Palmarès
| BDA Douchanbé - Championnat du Tadjikistan (2) : - Champion : 1999 et 2000. - Coupe du Tadjikistan (1) : - Vainqueur : 1999.           |  | TadAZ Tursunzoda \| - Championnat du Tadjikistan (1) : - Champion : 2006. - Vice champion : 2005. - Coupe du Tadjikistan (2) : - Vainqueur : 2005 et 2006. \| \| - Coupe du président de l'AFC (1) : - Vainqueur : 2005. \| |
| - Championnat du Tadjikistan (1) : - Champion : 2006. - Vice champion : 2005. - Coupe du Tadjikistan (2) : - Vainqueur : 2005 et 2006. |  | - Coupe du président de l'AFC (1) : - Vainqueur : 2005. |

| - Championnat du Tadjikistan (1) : - Champion : 2006. - Vice champion : 2005. - Coupe du Tadjikistan (2) : - Vainqueur : 2005 et 2006. |  | - Coupe du président de l'AFC (1) : - Vainqueur : 2005. |